# Timmerstek

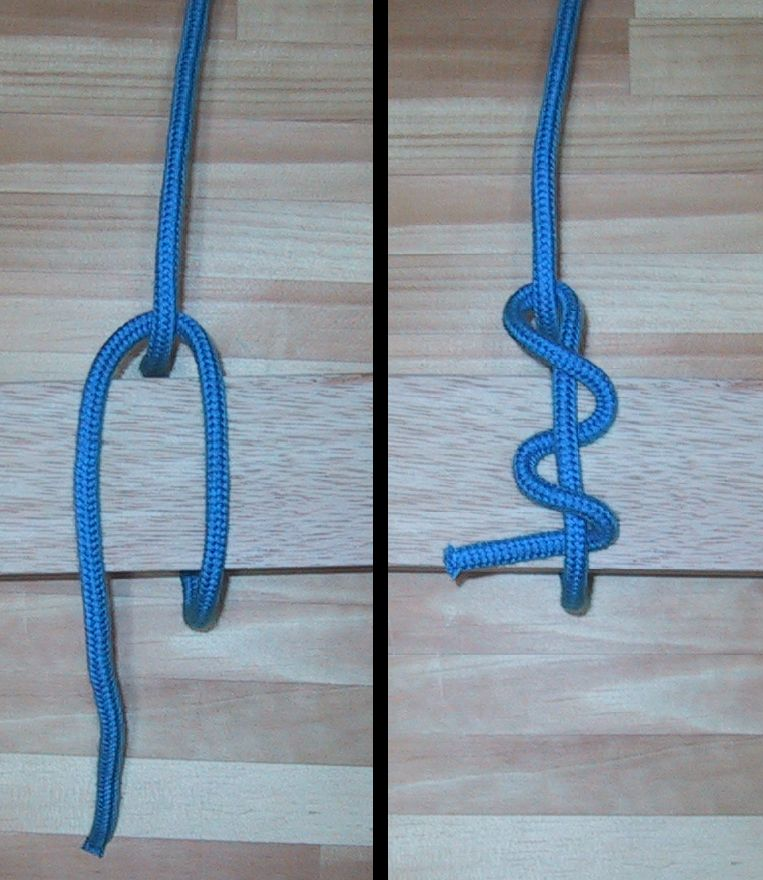
Hur man knyter en timmerstek

Timmerstek är en knop som passar bäst till att fästa linan kring grovt timmer vid surrning och släpning. Den kan även användas för att säkra intradermal sutur när man sluter ett sår med absorberbar tråd. Man börjar då i huden utanför såret, kommer ut i såret, tar ett tag som blir en ögla som man snurrar runt, därefter trär man nålen igenom öglan.  
Bland fördelarna med denna knop kan nämnas att den inte kräver mycket rep, den går endast ett helt varv runt föremålet, till skillnad från många andra knopar, exempelvis dubbelt halvslag och fiskarstek, vilka går två varv runt föremålet. Den är även mycket lätt att slå och lätt att lösa upp, även efter att ha varit hårt belastad. Bland nackdelarna kan nämnas att den kan gå upp av sig själv på grund av repets styvhet om den är obelastad. Den kan inte heller användas för att avsluta en surrning eller göra fast en belastad ände.
Fotot visar bara två slag runt repet, det skall dock vara minst tre, och även upp till fem på syntetiska rep för att steket är säkert.